# خرپول و کارآگاه
خرپول و کارآگاه (کره‌ای: 재벌X형사؛ انگلیسی: Flex X Cop) یک مجموعه تلویزیونی محصول کره جنوبی در سال ۲۰۲۴ با بازی آن بو هیون، پارک جی هیون، کانگ سانگ جون و کیم شین بی است. فصل اول این مجموعه از ۲۶ ژانویه تا ۲۳ مارس ۲۰۲۴، روزهای جمعه و شنبه ساعت ۲۲:۰۰ (کی‌اس‌تی) از اس‌بی‌اس پخش شد. پخش فصل دوم این مجموعه تایید شده است. این مجموعه همچنین برای استریم در ویو در کره جنوبی و در دیزنی پلاس در مناطق منتخب قابل دسترسی است.

## بازیگران

### اصلی
- آن بو هیون در نقش جین یی سو[۹]

یک چبول نسل سوم نابالغ که کارآگاه شده و عاشق تفریح است.
- پارک جی هیون در نقش لی کانگ هیون[۹]

یک کارآگاه کهنه‌کار که دوست دارد زندگی‌اش برای تحقیقات به خطر بیندازد و مجرمان را دستگیر کند.
- کانگ سانگ جون در نقش یو جون یونگ[۱۰]

دوست لی کانگ هیون
- کیم شین بی در نقش چوی کیونگ جین[۱۱]

جوان‌ترین عضو ایستگاه پلیس جرایم خشن گانگ‌ها